# Raoul Lesueur
Raoul Lesueur (Le Havre, Sena Marítim, Alta Normandia, 29 d'abril de 1912 - Vallauris, 19 d'agost de 1981) va ser un ciclista francès que va ser professional entre 1934 i 1952. Combinà el ciclisme en pista amb el ciclisme en ruta. Els seus principals èxits els aconseguí en pista, proclamant-se campió del món de mig fons el 1947 i 1950.

## Palmarès
- 1934
  - Vencedor d'una etapa de la Niça-Toló
  - Vencedor d'una etapa de la Niça-Annot-Niça
- 1935
  - 1r a la Gènova-Niça
  - Vencedor d'una etapa a la París-Niça
- 1937
  - 1r a la Gènova-Niça
  - 1r a la París-Caen
- 1943
  - 1r al Critèrium dels Asos
- 1947
  -  Campió del món de mig fons
- 1949
  -  Campió de França de mig fons
  -  Medalla de bronze al Campionat del món de mig fons
- 1950
  -  Campió del món de mig fons
- 1951
  - Campió d'Europa de mig fons

### Resultats al Tour de França
- 1936. 14è de la classificació general